# منظمة سوريل

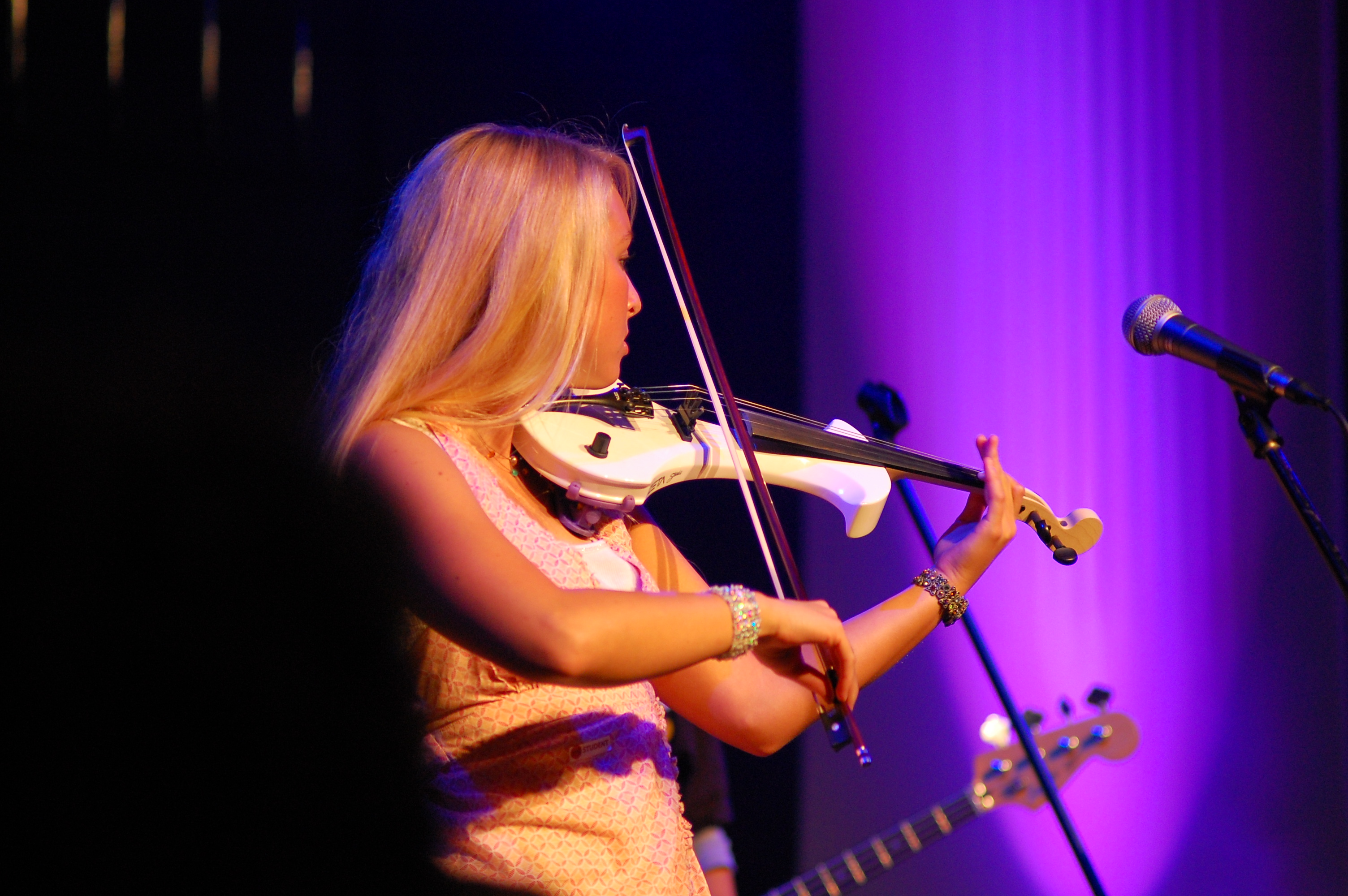

مؤسسة إليزابيث ومايكل سوريل الخيرية، المعروفة باسم "منظمة سوريل"، هي مؤسسة غير ربحية يقع مقرَها في مدينة نيويورك. وتتمثل مهمتها في "الحفاظ على التفوق الموسيقى على قيد الحياة، والمساعدة في توسيع حدود النساء في الموسيقى". تنظم المنظمة العديد من المسابقات للفنانات والملحنات والموسيقيات، بما في ذلك سوريل ميداليونز (Sorel Medallions). تأسست منظمة سوريل عام 1996 من قبل كلوديت سوريل.